# December to Dismember (2006)
December to Dismember (2006) — PPV-шоу производства американского рестлинг-промоушна World Wrestling Entertainment (WWE). Оно проводилось в основном для рестлеров из бренда ECW и был единственным PPV-шоу WWE, которое было эксклюзивено для ECW. Шоу прошло 3 декабря 2006 года в «Джеймс Браун-арене» в городе Огаста, Джорджия, США. Название мероприятия было позаимствовано от шоу December to Dismember, которое проводилось Extreme Championship Wrestling в 1995 году.
Основным боем вечера был матч в экстремальной клетке уничтожения за титул чемпиона мира ECW, в котором участвовал действующий чемпион Биг Шоу, а также Бобби Лэшли, Роб Ван Дам, Хардкор Холли, СМ Панк и Тест. В матче победу одержал Лэшли, которому удалось удержать Биг Шоу и завоевать чемпионский титул. Среди других матчей вечера также выделялся командный матч между Братьями Харди (Мэтт и Джефф Харди) и MNM (Джоуи Меркури и Джонни Нитро), в котором победу одержали Харди.
Мероприятие посетило 4 800 зрителей и получило около 90 000 покупок по системе PPV, из них 55 000 — на внутреннем рынке, что является самым низким показателем в истории WWE до появления WWE Network в 2014 году. Хотя шоу планировалось провести ещё раз в 2007 году, оно было отменено после того, как WWE прекратила проведение эксклюзивных PPV после WrestleMania 23 в апреле 2007 года.

## Результаты
| №                                                          | Результаты                                                                                         | Условия                                                   | Время |
| ---------------------------------------------------------- | -------------------------------------------------------------------------------------------------- | --------------------------------------------------------- | ----- |
| 1D                                                         | Стиви Ричардс победил Рене Дюпри                                                                   | Одиночный матч                                            | —     |
| 2                                                          | Братья Харди (Мэтт Харди и Джефф Харди) победили MNM (Джоуи Меркури и Джонни Найтро) (с Мелиной)   | Командный матч                                            | 22:33 |
| 3                                                          | Боллс Махоуни победил Мэтта Страйкера                                                              | Матч по правилам Страйкера                                | 7:12  |
| 4                                                          | Элайджа Бёрк и Сильвестр Теркей победили F.B.I. (Малыш Гвидо и Тони Мамалюк) (с Тринити)           | Командный матч                                            | 06:41 |
| 5                                                          | Дайвари (с Великим Кали) победил Томми Дримера                                                     | Одиночный матч                                            | 07:22 |
| 6                                                          | Кевин Торн и Ариель победили Майка Нокса и Келли Келли                                             | Смешанный командный матч                                  | 07:43 |
| 7                                                          | Бобби Лэшли победил Биг Шоу (c) (с Полом Хейманом), Роба Ван Дама, Хардкор Холли, СМ Панка и Теста | Экстремальный Elimination Chamber за чемпионство мира ECW | 24:42 |
| - (ч) – чемпион на начало матча - D – означает тёмный матч | |                                                           |       |